# Annabel Kosten
Annabel Kosten (Oostburg, Países Bajos, 23 de mayo de 1977) es una nadadora neerlandesa retirada especialista en estilo libre. Fue olímpica en los Juegos Olímpicos de Atenas 2004 donde consiguió una medalla de bronce en la prueba de 4x100 metros libres tras nadar las series eliminatorias. Durante el Campeonato Mundial de Natación en Piscina Corta de 1999, fue subcampeona mundial también la medalla de bronce en la misma prueba, tras nadar nuevamente las series eliminatorias.

## Palmarés internacional
| Juegos Olímpicos                                | Juegos Olímpicos   | Juegos Olímpicos  | Juegos Olímpicos |
| Año                                             | Lugar              | Medalla           | Prueba           |
| ----------------------------------------------- | ------------------ | ----------------- | ---------------- |
| 2004                                            | Atenas ( Grecia)   | Medalla de bronce | 4x100 m libres   |
| Campeonato Mundial de Natación en Piscina Corta |                    |                   |                  |
| 1999                                            | Hong Kong ( China) | Medalla de plata  | 4x100 m libres   |
| Campeonato Europeo de Natación                  |                    |                   |                  |
| 2004                                            | Madrid ( España)   | Medalla de plata  | 4x100 m libres   |